# Leptotrichia buccalis
Espèce
Leptotrichia buccalis est une espèce de la famille des Leptotrichiaceae impliquée dans des infections opportunistes.

## Historique
Cette espèce a d'abord été découverte en 1853 et décrite sous le nom de Leptothrix buccalis par le médecin français Charles Philippe Robin et après sa description comme espèce type du genre Leptotrichia est longtemps restée la seule espèce de ce genre.

## Description
Cette espèce Leptotrichia buccalis est une bactérie gram-négative.

## Taxonomie
Le nom correct complet (avec auteur) de ce taxon est Leptotrichia buccalis (Robin 1853) Trevisan 1879.
Leptotrichia buccalis a pour synonyme :
- Leptothrix buccalis Robin 1853

### Étymologie
L'étymologie de cette espèce est la suivante : buc.ca’lis. L. fem. n. bucca, la bouche; L. masc./fem. adj. suff. -alis, suffixe dénotant l'appartenance à; N.L. masc./fem. adj. buccalis, buccal, appartenant à la bouche.